# Anxiolitic
Termenul de anxiolitic (cunoscut și ca agent anti-anxietate) face referire la un medicament sau alt tip de intervenție medicală care inhibă anxietatea. Acest efect este opus celui al agenților anxiogenici, care au ca urmare inducerea anxietății. Împreună aceste categorii de compuși sau intervenții psihoactive pot fi numite și compuși sau agenți anxiotropici. Unele droguri recreaționale precum alcoolul induc inițial o reducere a anxietății; există însă studii care arată că aceste droguri sunt anxiogenice.
Medicamentele anxiolitice sunt utilizate pentru tratarea tulburării de anxietate și a simptomelor psihologice și fizice asociate. S-a constatat că fototerapia și alte intervenții prezintă de asemenea un efect anxiolitic.
Beta-blocantele, precum propranolol și oxprenolol, deși nu sunt anxiolitice propriu-zise, pot fi utilizați pentru combaterea simptomelor somatice ale anxietății, precum tahicardia și palpitațiile.
Anxioliticele sunt de asemenea cunoscute ca tranchilizante minore. Termenul este mai puțin obișnuit în textele contemporane și a fost inițial derivat din dihotomia cu tranchilizantele majore, cunoscute uzual ca neuroleptice sau antipsihotice.
Există temeri că anumiți agenți GABAergici, precum sunt benzodiazepinele și barbituricele, pot avea un efect anxiogenic dacă sunt utilizate pe perioade lungi de timp.

## Utilizări medicale

### Barbiturice
Barbituricele exercită un efect anxiolitic asociat cu sedarea pe care o cauzează. Riscul de abuz și dependență este ridicat. Mulți experți consideră aceste medicamente sunt demodate pentru tratarea anxietății, dar că sunt bune ca tratament pe termen scurt al insomniei severe, însă abia după ce benzodiazepinele sau non-bezondiazepinele au eșuat.

### Benzodiazepine
Benzodiazepinele sunt prescrise pentru alinarea pe termen scurt și lung a anxietății severe și care invalidează activitățile obișnuite de viață. Benzodiazepinele pot de asemenea fi indicate pentru a acoperi perioadele latente asociate cu medicamente prescrise pentru tratarea unei tulburări de anxietate de bază. Sunt utilizate pentru a trata o largă varietate de condiții și simptome și sunt de obicei prima alegere atunci când este necesară o sedare a sistemului nervos central.
Dacă consumul de benzodiazepine este întrerupt rapid, după ce au fost administrate două sau mai multe săptămâni, există un anumit risc de sindrom de abstinență benzodiazepinic și sindrom rebound, care variază în funcție de medicament. Toleranța și dependența pot de asemenea avea loc, dar pot fi acceptabile pe plan clinic, iar riscul de abuz este semnificativ mai mic decât în cazul barbituricelor. Efecte adverse cognitive și comportamentale sunt posibile. Câteva exemple de benzodiazepine uzuale includ:
- Alprazolam (Xanax)
- Bromazepam (Lectopam, Lexotan)
- Clordiazepoxid (Librium)
- Clonazepam (Klonopin, Rivotril)
- Clorazepat (Tranxene)
- Diazepam (Valium)
- Flurazepam (Dalmane)
- Lorazepam (Ativan)
- Oxazepam (Serax, Serapax)
- Temazepam (Restoril)
- Triazolam (Halcion)

Benzodiazepinele își exercită proprietățile anxiolitice în doze moderate. Un dozaj mai mare poate fi cauza unor fenomene hipnotice.
- Tofisopam (Emandaxin și Grandaxin) este un medicament derivativ de benzodiazepină. Asemenea altor benzodiazepine, are proprietăți anxiolitice, dar nu are proprietăți anticonvulsivante, sedative, de relaxare a mușchilor scheletici, de slăbire a biomotricității și amnezice.

### Carbamați
Pus pe piață ca alternativă mai sigură la anxioliticele barbiturice, meprobamatul (Miltown, Equanil) a fost în mod obișnuit utilizat pentru ușurarea anxietății la sfârșitul anilor 1950 și în anii 1960. Asemenea barbituricelor, dozele terapeutice produc sedare, iar supradozele considerabile pot fi fatale. În SUA, meprobamatul a fost în general înlocuit cu benzodiazepine, dar este acum pe cale de retragere de pe piață din multe țări europene și Canada. Miorelaxantul carisoprodol are efecte anxiolitice prin metabolizarea în meprobamat. S-a constatat că alți diferiți carbamați împărtășesc aceste efecte, exemple în acest sens fiind tibamatul și lorbamatul.

### Antihistaminice
Hidroxizina (Atarax) este un antihistaminic aprobat inițial pentru uz medical de către FDA în 1956. Pe lângă proprietățile sale antihistaminice, hidroxizina posedă proprietăți anxiolitice și este aprobată pentru tratarea anxietății și tensiunii. Proprietățile sale sedative sunt utile ca premedicație înainte de anestezie sau pentru a induce sedare după anestezie. Hidroxizina s-a arătat a fi la fel de eficientă ca benzodiazepinele în tratarea tulburării de anxietate generalizată, dar produce mai puține efecte adverse.
Clorfeniramina (Chlor-Trimeton) și difenhidramina (Benadryl) au efecte hipnotice și sedative și efect anxiolitic mai slab (uz neoficial, sau off-label). Aceste medicamente sunt aprobate de FDA pentru alergii, rinită și urticarie.

### Antidepresive
Medicamentele antidepresive pot reduce anxietatea și anumiți inhibitori selectivi ai recaptării serotoninei (ISRS) au fost aprobați de FDA pentru tratarea a variate tulburări de anxietate. Antidepresivele sunt în special benefice deoarece anxietatea și depresia sunt adesea asociate.

#### Inhibitori selectivi de recaptare a serotoninei
Inhibitorii selectivi ai recaptării serotoninei (ISRS) sunt o clasă de compuși utilizați în mod tipic pentru tratarea depresiei, tulburărilor de anxietate, TOC și anumitor tulburări de personalitate. Clasificate în primul rând ca antidepresive, multe ISRS au efecte anxiolitice, deși la dozaje mai mari decât cele utilizate pentru tratarea depresiei. În mod paradoxal, ISRS-urile pot crește inițial anxietatea din cauza feedback-ului negativ cauzat de autoreceptorii serotonergici. Din acest motiv, o benzodiazepină folosită concomitent poate fi utilizată temporar până se instalează efectul anxiolitic al ISRS.

#### Inhibitori ai recaptării serotoninei și noradrenalinei
Printre inhibitorii recaptării serotoninei și noradrenalinei (IRSN) se numără medicamentele venlafaxină și duloxetină. Venlafaxina, în forma eliberată prelungit, și duloxetina, sunt indicate pentru tratamentul tulburării de anxietate generalizată. IRSN sunt la fel de eficienți ca ISRS în tratarea tulburărilor de anxietate.

#### Antidepresive triciclice
Antidepresivele triciclice au efecte anxiolitice; în orice caz, efectele adverse sunt adesea mai deranjante sau severe, iar supradoza este periculoasă. Exemple sunt imipramina, doxepina, amitriptilina, nortriptilina și desipramina.

#### Antidepresive tetraciclice
Mirtazapina și-a demonstrat efectele anxiolitice cu profil mai bun al efectelor adverse decât toate celelalte tipuri de antidepresive, de exemplu, rar cauzează sau exacerbează anxietatea. Oricum, în multe țări (precum SUA și Australia), nu sunt aprobate în mod specific pentru tulburărilor de anxietate și sunt utilizate în mod neoficial.

#### Inhibitorii de monoaminoxidază
Inhibitorii de monoaminoxidază (IMAO) sunt eficienți în caz de anxietate, dar restricțiile dietetice ale acestora, efectele adverse și disponibilitatea unor medicamente eficiente mai noi le liminează utilizarea. În cadrul primei generații de IMAO sunt: fenelzina, isocarboxazida și tranilcipromina. Moclobemidul, un inhibitor reversibil de MAO-A, îi lipsesc restricțiile dietetice asociate cu IMAO clasici. Medicamentul este utilizat în Canada, Regatul Unit și Australia.

### Simpatolitice
Simpatolitecele sunt un grup de antihipertensive care inhibă activitatea sistemului nervos vegetativ simpatic, iar anumite medicamente din cadrul acestui grup au prezentat efecte anxiolitice precum și terapie potențială pentru TSPT.

#### Beta-blocante
Deși nu sunt aprobați oficial în acest scop, beta-blocantele pot avea de asemenea un efect anxiolitic.

#### Agoniști alfa-adrenergici
Agoniștii receptorului adrenergic alfa-2 denumiți clonidină și guanfacină prezintă atât efecte anxiolitice cât și anxiogenice.

### Diverse

#### Fenibut
Fenibut (Anvifen, Fenibut, Noofen) este un anxiolitic utilizat în Rusia. Fenibut este un agonist al receptorului GABAB, precum și un antagonist pe subunitatea α2δ din structura canalelor de calciu voltaj-dependente, în mod asemănător gabapentinoidelor precum gabapentina și pregabalina. Medicația nu este aprobată de FDA pentru utilizare în Statele Unite, dar este vândută online ca supliment.

#### Mebicar
Mebicar (mebicarum) este un anxiolitic produs în Letonia și utilizat în Europa de Est. Mebicar are un efect asupra structurii activității limbico-reticulare, în special asupra zonei emoționale a hipotalamusului, precum și a toate cele patru sisteme neuromediatoare de bază –  acidul γ-aminobutiric (GABA), colina (ACh), serotonina (5HT) și compușii adrenergici (NA, Adr). Mebicar descrește nivelul de noradrenalină din creier, nu exercită efect asupra sistemelor dopaminergice și crește nivelul de serotonină din creier.

#### Selank
Selank este un anxiolitic care are la bază peptide dezvoltate de Institutul de Genetică Moleculară al Academiei de Științe a Rusiei. Selank este o heptapeptidă cu structura primară Thr-Lys-Pro-Arg-Pro-Gly-Pro. Este un analog sintetic al tetrapeptidei umane tuftsină. Ca atare, mimează multe din efectele sale. S-a observat că ajustează IL-6 și afectează echilibrul citoinelor de tip T-helper. Există dovezi că poate de asemenea ajusta expresia factorului neurotrofic derivat din creier la șobolani.[necesită citare medicală]

#### Bromantan
Bromantan este un medicament stimulant cu proprietăți anxiolitice dezvoltat în Rusia la sfârșitul anilor 1980, care acționează în principal prin inhibarea recaptării atât a dopaminei cât și a serotoninei în creier, deși are de asemenea efecte anticolinergice în doze foarte mari. Rezultatele studiilor sugerează faptul că combinația acțiunilor psihostimulante și anxiolitice în spectrul activității psihotrope a bromantanului este eficientă în tratarea tulburărilor astenice în comparație cu placebo.

#### Emoxipină
Emoxipina este un antioxidant care este de asemenea un pretins anxiolitic. Structura sa chimică se aseamănă cu cea a piridoxinei, o formă a vitaminei B6.

#### Azapirone
Azapironele sunt o clasă de agoniști a receptorului pentru serotonină de tip 5-HT1A. DIntre azapirone, sunt în prezent aprobate: buspirona (Buspar) și tandospirona (Sediel).

#### Pregabalina
Efectul anxiolitic al pregabalinei apare după o săptămână de utilizare și este similar în eficiență lorazepamului, alprazolamului și venlafaxinei, dar a demonstrat efecte terapeutice mai consistente pentru simptomele psihice și somatice ale anxietății. Probe pe termen lung au arătat o eficiență continuă fără dezvoltarea toleranței și spre deosebire de benzodiazepine, nu perturbă arhitectura somnului și produce deteriorări cognitive și psihomotorii mai puțin severe. Pregabalinul manifestă de asemenea un mai mic potențial de abuz și dependență decât benzodiazepinele.

#### Izovalerat de mentil
Izovaleratul de mentil este un aditiv alimentar aromatizant care este pus pe piață ca medicament sedativ și anxiolitic în Rusia sub numele Validol.

#### Propofol
Propofolul produce efecte anxiolitice, benefice în timpul procedurilor medicale ce necesită sedare.

#### Racetami
Unele medicamente din familia racetamilor, precum aniracetam, pot avea efecte anxiolitic.

#### Alcool
Etanolul este utilizat ca anxiolitic, uneori ca urmare a automedicației. Imagistica funcțională prin rezonanță magnetică poate măsura efectele anxiolitice ale alcoolului în creierul uman. British National Formulary afirmă că „alcoolul este un hipnotic slab întrucât acțiunea sa diuretică interferează cu somnul în timpul ultimei părți a nopții.” Alcoolul este de asemenea cunoscut pentru tulburările de somn pe care le poate induce.

#### Inhalante
Efectele anxiolitice ale solvenților acționează ca modulatori pozitivi ai receptorilor GABAA.

## Alternative la medicație
Tratamentul psihoterapeutic poate fi o alternativă eficientă la medicație. Terapia de expunere este tratamentul recomandat pentru tulburările de anxietate fobice. S-a constatat că terapia cognitiv comportamentală (TCC) este un tratament eficient pentru tulburarea de panică, tulburarea de anxietate socială, tulburarea de anxietate generalizată și tulburarea obsesiv-compulsivă. Furnizorii de ocrotire a sănătății mentale pot de asemenea ajuta prin educarea suferinzilor în legătură cu tulburările de anxietate a-i îndruma pe indivizi spre resurse de auto-ajutor. S-a observat că TCC este eficientă în tratarea tulburării de anxietate generalizată și posibil mai eficientă decât tratamentele farmacologice pe termen lung. Uneori medicația este combinată cu psihoterapia, dar cercetările n-a constatat un beneficiu mai mare al combinației dintre farmacoterapie și psihoterapie în comparație cu monoterapia.
Oricum, deși TCC este o opțiune viabilă de tratament, poate fi încă ineficientă pentru mulți indivizi. Așadar, asociațiile medicale canadiene și americane propun utilizarea de benzodiazepine puternice, dar nu de lungă durată, precum clonazepam și alprazolam și a unui antidepresiv, de obicei Prozac (fluoxetină) pentru eficiența sa.